# Resolutie 1389 Veiligheidsraad Verenigde Naties
Resolutie 1389 van de Veiligheidsraad van de Verenigde Naties werd unaniem door de VN-Veiligheidsraad aangenomen op 16 januari 2002.

## Achtergrond
In Sierra Leone waren al jarenlang etnische spanningen tussen verschillende bevolkingsgroepen. In 1978 werd het een eenpartijstaat met een regering die gekenmerkt werd door corruptie en wanbeheer van onder meer de belangrijke diamantmijnen. Intussen was in buurland Liberia al een bloedige burgeroorlog aan de gang, en in 1991 braken ook in Sierra Leone vijandelijkheden uit. In de volgende jaren kwamen twee junta's aan de macht, waarvan vooral de laatste een schrikbewind voerde. Zij werden eind 1998 met behulp van buitenlandse troepen verjaagd, maar begonnen begin 1999 een bloedige terreurcampagne. Pas in 2002 legden ze de wapens neer.

## Inhoud

### Waarnemingen
Het vredesproces in Sierra Leone bleef goede vooruitgang maken, maar de situatie bleef een bedreiging voor de regionale vrede en -veiligheid. Het ontwapeningsproces was afgerond, maar nu moesten de wapens van de burgers nog ingezameld worden.
Het was ook belangrijk dat er vrije verkiezingen werden gehouden. Die werden intussen met behulp van de UNAMSIL-missie voorbereid.

### Handelingen
Er werd beslist dat UNAMSIL zou meewerken aan de verkiezingen door:
a. Transport van materiaal en personeel,
b. Zorgen voor vrij verkeer van personen, goederen en hulpverlening,
c. Beveiliging van voorbereiding tot afkondiging van de uitslag.
Op voorstel van de secretaris-generaal mocht de VN-civiele politie worden versterkt (die bestond uit 60 adviseurs en zou gedurende zes maanden worden versterkt tot 90). Zij adviseerden de Sierra Leoonse politie bij haar aan de verkiezingen verwante taken. De UNAMSIL-missie zelf ging de verkiezingen waarnemen.

## Verwante resoluties
- Resolutie 1370 Veiligheidsraad Verenigde Naties (2001)
- Resolutie 1385 Veiligheidsraad Verenigde Naties (2001)
- Resolutie 1400 Veiligheidsraad Verenigde Naties
- Resolutie 1436 Veiligheidsraad Verenigde Naties

Lijst ·  1387 ·  1388 ·  1389 ·  1390 ·  1391 ·  1392 ·  1393 ·  1394 ·  1395 ·  1396 ·  1397 ·  1398 ·  1399 ·  1400 ·  1401 ·  1402 ·  1403 ·  1404 ·  1405 ·  1406 ·  1407 ·  1408 ·  1409 ·  1410 ·  1411 ·  1412 ·  1413 ·  1414 ·  1415 ·  1416 ·  1417 ·  1418 ·  1419 ·  1420 ·  1421 ·  1422 ·  1423 ·  1424 ·  1425 ·  1426 ·  1427 ·  1428 ·  1429 ·  1430 ·  1431 ·  1432 ·  1433 ·  1434 ·  1435 ·  1436 ·  1437 ·  1438 ·  1439 ·  1440 ·  1441 ·  1442 ·  1443 ·  1444 ·  1445 ·  1446 ·  1447 ·  1448 ·  1449 ·  1450 ·  1451 ·  1452 ·  1453 ·  1454